# Marcus Bent
Marcus Nathan Bent (ur. 19 maja 1978 r. w Londynie, w dzielnicy Hammersmith) – angielski piłkarz, który występował na pozycji napastnika.